# رضوان کوجوواری
رضوان کوجوواری از شعرای آذربایجانی دورهٔ قاجاریه است. نسخهٔ خطی با عنوان «جُنگ مراثی ترکی» در کتابخانهٔ ملی ایران نگهداری می‌شود که شامل اشعار دستنویس «رضوان» است.
مطابق یادداشت‌های نوشته شده بر حاشیهٔ قرآن خطی تاریخ وفات ایشان به سال ۱۲۹۱ هجری قمری در محلهٔ کوجووار شهر تبریز می‌باشد. این شاعر و مرثیه‌سرای ترکی‌گوی آذربایجان دارای ذوق ادبی و قریحهٔ هنری و نیز دانش وسیع فقهی و دینی بود. این بیت مطلع شعری از «رضوان کوجوواری» است:
مین حوری غلمان اولا کونلوم سنی ایستر
مین مهر درخشان اولا کونلوم سنی ایستر

## ترجمه فارسی
هزاران حوری و غلمان اگر باشند باز این دل ترا خواهد
هزاران مهر رخشان هم اگر باشند باز این دل ترا خواهد